# Ida Söderberg
Ida Söderberg (22 aprile 1981) è un'ex sciatrice alpina svedese.

## Biografia
La Söderberg, slalomista pura originaria di Uppsala e attiva dal dicembre del 1996, in Coppa Europa esordì il 3 febbraio 2003 a Pas de la Casa, senza completare la prova, ottenne il miglior piazzamento il 23 febbraio 2004 a Krompachy (14ª) e prese per l'ultima volta il via pochi giorni dopo, il 28 febbraio a Sankt Sebastian (19ª); in Coppa del Mondo disputò due gare, a Madonna di Campiglio il 16 e 17 dicembre 2003, senza portarle a termine. Si ritirò al termine di quella stessa stagione 2003-2004 e la sua ultima gara fu uno slalom speciale FIS disputato il 5 aprile a Boden, chiuso dalla Söderberg al 6º posto; non prese parte a rassegne olimpiche o iridate.

## Palmarès

### Coppa Europa
- Miglior piazzamento in classifica generale: 108ª nel 2004

### Campionati svedesi
- 1 medaglia:
  - 1 argento (slalom speciale nel 2002)